# 穆瑞·羅斯巴德
穆瑞·牛顿·羅斯巴德（英語：Murray Newton Rothbard，1926年3月2日—1995年1月7日）是美國犹太裔经济学家、历史学家、研究政治及自然法的理論家，也是奧地利經濟學派最著名的代表人物之一和無政府資本主義的創立人，他的著作大量介绍路德维希·冯·米塞斯的经济学思想，其對現代的自由意志主義和無政府資本主義理論的发展及传播有著極大貢獻。
作為無政府資本主義的開創人，罗斯巴德聲稱收税就是抢劫，而国家官員就是一群盗贼，他称国家为“系统地抢劫和奴役大众的组织”，国家在任何社会中都是最无耻、贪婪和不择手段的人群中当之无愧的冠军。他聲稱國家所提供的服务全都能被私人部门所提供的服务取替，而且後者效率更高，而所有國家所宣称的为保障“公共利益” 一事而订立的法规都是为了國家自身的利益，由於國家所提供的服务效率低下，因此应该让私人部门来提供这些服务。
罗斯巴德抨擊那些意图影响立法和政策制定的商业机构，认为这是为了它们自己的利益而阻碍竞争对手。
罗斯巴德聲稱由央行及存款准备金構成的法定货币体系实际上是一种欺诈，有违自由主义的原则及伦理。他反对对别国作出军事、政治及经济方面上的干涉。
正如他的门生漢斯-赫爾曼·霍普所描述的一样，罗斯巴德在学术界非常低调。罗斯巴德拒绝主流经济学方法，而是接受了米塞斯的人类行为学理论。罗斯巴德在纽约大学华尔街分部教授经济学，后来在布鲁克林理工学院教授经济学，1986年后在拉斯维加斯的内华达大学担任捐赠职位。1970年代罗斯巴德与查尔斯.科赫合作，创立了加图研究所与自由主义研究中心（Center for Libertarian Studies）。后来他与科赫和加图研究所决裂，并于1982年同卢埃林.罗克韦尔和伯顿.布鲁默特在阿拉巴马州建立米塞斯研究所。

## 生平
1926年生於紐約布朗克斯的猶太人家庭。他後來回憶道：「我是在共產文化裡長大的」。羅斯巴德就讀了哥倫比亞大學，並在1945年取得文學士的學位、1946年取得文學碩士學位，最後在1956年取得哲學博士的學位。
在羅斯巴德的一生中他一直與許多政治思想家和政治運動有所牽連。在1950年代的初期，他開始向奧地利經濟學派的知名學者路德維希·馮·米塞斯學習。在1950年代後期羅斯巴德曾短暫地與艾茵·兰德的客觀主義運動有所牽連，但不久後便與其分裂，大力批評艾茵·兰德的理論，而兰德也批評羅斯巴德的無政府資本主義是擁護中央集權的。在1960年代後期羅斯巴德開始鼓吹和新左派的反越戰運動合作，因為他認為當時的保守派已經完全屈服於中央集權的統治下了。不過後來羅斯巴德也批評新左派並非真的反抗徵兵制度，而是想建立一個「人民共和國」的徵兵制度。也是在這個時期羅斯巴德開始與卡爾·海絲合作，創辦了鼓吹自由意志主義的Left and Right: A Journal of Libertarian Thought雜誌，從1965年一直發行至1968年。他也和海絲合作在1969年至1984年之間發行Libertarian Forum雜誌（不過海絲在1971年便退出了）。在1977年他創辦了Journal of Libertarian Studies，並一直替這本雜誌撰寫文章直他在1995年去世為止。
在1970年代和1980年代羅斯巴德活躍於新成立的美國自由黨。他也經常參與黨內的內部政治：從1978年至1983年間他參與了自由黨內的激進派系，反對當時1980年自由黨推派的總統候選人Ed Clark和卡托研究所所主張的「低稅賦自由主義」。他後來在1983年的全國代表大會上與激進派系分裂，並且形容自己的立場為黨內的「右翼平民主義」派系—亦即後來1988年自由黨推派總統候選人的榮·保羅所屬的派系。在1989年羅斯巴德離開了自由黨，試圖建構冷戰後的美國右派。他也在1980年代創辦了保守派-自由意志主義的John Randolph Club，並且支持帕特·布坎南競選共和黨1992年的總統候選人。不過在他去世之前，羅斯巴德已經與布坎南的運動徹底分裂了。羅斯巴德在1995年於曼哈頓死於心臟病發作。
除了經濟學和政治理論的著作之外，羅斯巴德也撰寫了不少經濟史的著作。他也是少數致力於研究亞當·斯密時期前的經濟學派的現代經濟學家，例如经院哲学和重农主义。這些研究都在他晚年所著的An Austrian Perspective on the History of Economic Thought叢書裡述及，但這套叢書最後並沒有完成。
羅斯巴德反對將學術領域過度特定化，他試圖將包括經濟學、歷史、倫理學、和政治學在內的多門學科融合為一個「自由的學科」，他在許多書籍和文章裡都述及了這個概念。他的理論也是受到了路德維希·馮·米塞斯的影響，米塞斯在著作裡主張社會科學是以人類行為的邏輯為根基的，而人類行為的邏輯是不可能透過實驗式的調查加以研究的。羅斯巴德試著以米塞斯的這種概念來引導歷史的研究，尤其是在經濟史的研究上，他也將其套用至Conceived in Liberty一書裡對美國革命的研究上。

### 奧地利經濟學派
奧地利經濟學派是隨著卡爾·門格爾在1871年出版的《經濟學原理》（Principles of Economics）一書而成立的。學派的成員將經濟學作為一種先驗的（a priori）系統來研究，如同邏輯學和數學，而非作為如地質學一般的實證科學。它試著探索人類行為的原理（在奧地利傳統稱為「人類行為學」）並以此進行推論。之中一些人類行為的原則是：
- 人類的行為都是有目的的。
- 人類喜歡更多的利益。
- 人類喜歡先行佔有利益，而不是讓他人搶先。
- 貿易中的任何一方，都預估自己會因此獲利。

即使在稍早的年代，奧地利經濟學派也被用做理論上的武器，以對抗社會主義和中央集權社會主義的政策。卡爾·門格爾的同僚歐根·馮·博姆-巴維克寫下了論文The Exploitation Theory of Socialism-Communism，成為最早期批評社會主義的文章之一。後來，弗里德里克·哈耶克寫下《通往奴役之路》一書，主張计划经济摧毀了市場價格反應供需資訊的功能，而對於經濟的控制則導致極權主義。另一個重要的奧地利學派經濟學者是路德維希·馮·米塞斯，寫下了《人類行為》一書。
穆瑞·羅斯巴德則試圖將奧地利經濟學派與古典自由主義和個人無政府主義結合，他也是「無政府資本主義」一詞的創造者。他很可能是第一個使用了「自由意志主義」（Libertarian）一詞來描述擁護資本主義的態度（也是目前在美國這一詞代表的涵義）。他所受的是經濟學的教育，但相當精通歷史和政治哲學領域。在年輕時，他自認為是「老右派」—美國共和黨裡的一個反中央集權和反政府干涉的派系，並且與左派的反戰團體結盟。後來羅斯巴德成為了美國自由黨的創始人之一。在1950年代後期，羅斯巴德曾與艾茵·兰德的客觀主義哲學團體有所牽扯，但不久後便與之決裂。羅斯巴德的著作，如Man, Economy, and State、Power and Market、The Ethics of Liberty、和For a New Liberty都被一些人視為是自由意志主義思想的經典作品。

## 無政府資本主義

Libertatis Æquilibritas是無政府資本主義的象徵之一。[http://anarchism.net/symbol.htm

在1949年羅斯巴德開始主張：自由市場能夠提供所有的服務—包括警察、法院、和保安防衛在內，而且都會做的比強迫性的國家要好。目前羅斯巴德被視為是最重要的無政府資本主義者之一。羅斯巴德在1972年出版的For a New Liberty和1982年出版的The Ethics of Liberty兩書裡描述了無政府資本主義的道德根基。並且在Power and Market一書裡解釋了無政府的經濟體系要如何運作。
羅斯巴德並提倡自我所有權（self-ownership）的概念，主張所有人都擁有他自己身體的權利、以及擁有財產的權利，同時每個人都應擁有經過他勞動所得的成果。相同的，每個人都有與其他人交換財產的權利。羅斯巴德也定義了自由意志主義的互不侵略原則，亦即「每個人都不能先行侵略其他任何人」，羅斯巴德認為政府徵收稅賦是一種盜竊行為，因為這是政府在未經他人同意下便強行奪取其的財產的行為。他也認為徵兵制度是一種奴役制度、而戰爭則是屠殺行為。羅斯巴德也反對強迫性參與陪審團的義務、也反對強迫性的精神醫院治療。
羅斯巴德反對主流的自由放任主義，他聲稱幾乎所有自由放任主義者都認為需要國家來提供治安服務等等，但羅斯巴德聲稱這種觀點與私有產權論相矛盾，形同支持國家通過稅收等等來奪取國民所擁有的財產，故此他主張由自由市場來提供這些服務。

## 與左派之間的關係
羅斯巴德在早年曾經與學術界內的新左派人士合作以共同反對國家干預主義，他們鼓吹同樣反對干預主義的左派人士及右派人士組成連盟以宣揚反干預主義，這些人在不少方面上都持有相同的觀點，在此期間，羅斯巴德主張把國有企業移交給工團、剝奪其大部份利潤來自國家的企業（如構成軍工複合體的企業）所擁有的財產和把所有不是因勞動所需而被合法地佔有的土地交給在這些土地上勞動的人們等等，但在二十世紀六十年代末，由於羅斯巴德對當時新左派部分学生组织的激进行為感到非常失望，因此减少了与新左派的合作。儘管如此，他的一些屬於左派的追隨者仍然堅持羅斯巴德所持有的一些較為左翼化的觀點，這些人被稱為左翼羅斯巴德主義者（Left-Rothbardian），他們發展了羅斯巴德所持有的這些觀點並運用它們來抨擊國家資本主義。

## 著作
- America's Great Depression
- An Austrian Perspective on the History of Economic Thought (2冊)
- The Case for the 100 Percent Gold Dollar
- The Case Against the Fed
- The Complete Libertarian Forum (2冊)
- Education: Free and Compulsory
- Egalitarianism as a Revolt Against Nature and Other Essays
- The Ethics of Liberty (全文 （页面存档备份，存于）)
- Freedom, Inequality, Primativism, and the Division of Labor
- For a New Liberty: The Libertarian Manifesto (全文 （页面存档备份，存于）)
- Conceived in Liberty (4 vol.)
- History of Money and Banking in the United States
- Individualism and the Philosophy of the Social Sciences
- Irrepressible Rothbard: The Rothbard-Rockwell Report Essays of Murray N. Rothbard
- Logic of Action (2冊)
- Ludwig von Mises: Scholar, Creator, Hero
- Making Economic Sense
- Man, Economy, and State (全文 （页面存档备份，存于）; ISBN 978-0-945466-32-1)
- The Panic of 1819
- Power and Market
- Wall Street, Banks, and American Foreign Policy
- What Has Government Done to Our Money? (全文 （页面存档备份，存于）)

## 延伸阅读
- Block, Walter E.  (PDF). Journal of Libertarian Studies. Spring 2003, 17 (2)  [2020-03-14]. SSRN 1889456 . （原始内容 (PDF)存档于2014-07-02）.
- Boettke, Peter.  (PDF). Nomos. Fall–Winter 1988: 29–34, 49–50  [September 21, 2013]. ISSN 0078-0979. OCLC 1760419. （原始内容 (PDF)存档于September 25, 2013）.
- Doherty, Brian (2007). Radicals for Capitalism: A Freewheeling History of the Modern American Libertarian Movement. PublicAffairs. ISBN 1-58648-350-1
- Frech, H. E. . Public Choice. 1973, 14: 143–53. JSTOR 30022711. doi:10.1007/BF01718450.
- Hudík, Marek. . The Review of Austrian Economics. 2011, 24 (3): 311–18. doi:10.1007/s11138-011-0147-3.
- Klein, Daniel B. . Reason Papers. Fall 2004, 27: 7–43. SSRN 473601 .
- Pack, Spencer J.  (PDF). The Quarterly Journal of Austrian Economics. 1998, 1 (1): 73–79  [2020-03-14]. doi:10.1007/s12113-998-1004-5. （原始内容 (PDF)存档于2013-04-02）.
- Touchstone, Kathleen.  (PDF). Libertarian Papers. 2010, 2 (18): 28  [2020-03-14]. OCLC 820597333. （原始内容 (PDF)存档于2017-10-20）.

## 外部連結
- Murray Rothbard full bibliography （页面存档备份，存于） at Mises.org
- Rothbard videos （页面存档备份，存于） at YouTube channel of the Ludwig von Mises Institute
- Murray N. Rothbard Library and Resources from LewRockwell.com
- Murray Rothbard Institute, Belgium
- 在Find a Grave上的Murray Newton Rothbard
- 由Google学术搜索索引的穆瑞·羅斯巴德出版物